# حسن النوراني
حسن مي النوراني (1944-) هو صحفي وكاتب فلسطيني، ولد في يافا ثم انتقل إلى قطاع غزة عام 1948 على إثر أحداث النكبة، ثم استقر في دير البلح، حصل على شهادة الدكتوراه في الفلسفة وعلم النفس، وله نظريات في العلاج النفسي.

## نشاطه
أسس في شبابه عام 1967 "حركة المجاهدين المسلمين" بعد انسحابه من حركة فتح التي التحق بها في وقت سابق من العام ذاته، وأسس "جماعة الواحديين" و"اللجنة العربية للدفاع عن الوحدة اليمنية" خلال إقامته بصنعاء عاصمة اليمن في الفترة بين عامي 1990 و1995م. وبعد عودته عام 1995م، إلى قطاع غزة، أسس "جماعة حق البهجة - حب". ودعا للانضمام إلى الدعوة النورانية التي وصفها بأنها "منهج خلاص الإنسانية من بؤسها القديم المتواصل". وقدّم نفسه مرشحًا لرئاسة السلطة الفلسطينية في الانتخابات التي جرت عام 2005 لاختيار رئيس للسلطة. وكانت "قضية العدل" هي القضية المركزية في برنامجه الذي طرحه خلال ترشحه، وأعلن تراجعه عن الترشح قبل إجراء الانتخابات احتجاجًا على ما يعتبره تدخلات خارجية في الانتخابات، ليدعو بعدها إلى تأسيس "حركة العدل والحرية" التي ترتكز مبادؤها على عدم الاعتراف بشرعية الاحتلال الإسرائيلي وحق المقاومة، وعلى النقيض، دعا في العام ذاته إلى تأسيس "حزب الحب" الذي يدعو إلى نبذ العنف ويرحب بفكرة إقامة وطن يجمع الفلسطينيين والإسرائيليين. وفي عام 2009 أسس "الجمعية الفلسطينية لرعاية المسنين" قبل أن تتحول إلى "منتدى الحرية" عام 2011.

### الدعوة المَجديّة
قام حسن النوراني عام 2022 باطلاق كتاب دعوة المجد ويتكون من أربعة فصول، ويتخذ الحب أساسّا في نظريته.